# 오다이정
오다이정(일본어: 大台町)은 일본 미에현 다키군의 정이다.
2006년 1월 10일에 미야가와촌과 합병해 새로운 오다이정으로 성립했다.

## 인접한 자치체
- 마쓰사카시
- 다키군 다키정
- 와타라이군 다이키정, 와타라이정
- 기타무로군 기호쿠정
- 나라현 요시노군 가와카미촌, 가미키타야마촌

## 역사
- 1889년 4월 1일 - 가와조에촌이 성립하였다.
- 1953년 4월 1일 - 미세타니촌이 정으로 승격해 미세타니정이 되었다.
- 1956년 9월 30일 - 미세타니정과 가와조에촌이 합병해 오다이정이 되었다.
- 2006년 1월 10일 - 미야가와촌과 합병해 새로운 오다이정이 되었다.

## 인구
| 연도 | 인구   | ±%     |
| ---- | ------ | ------ |
| 1920 | 14,816 | —      |
| 1930 | 14,657 | −1.1%  |
| 1940 | 14,841 | +1.3%  |
| 1950 | 18,444 | +24.3% |
| 1960 | 17,399 | −5.7%  |
| 1970 | 13,754 | −20.9% |
| 1980 | 13,172 | −4.2%  |
| 1990 | 12,144 | −7.8%  |
| 2000 | 11,399 | −6.1%  |
| 2010 | 10.419 | −99.9% |

## 교통

### 철도
- 도카이 여객철도 기세이 본선
  - (← 다키정 사나역) - 도치하라역 - 가와조에역 - 미세다니역 - 다키하라역 - (다이키정 아소역 →)

### 도로
- 기세이 자동차도(일본어판)
- 국도 42호선
- 국도 제422호선 (일본)(일본어판)